# Краснокутський район (Саратовська область)
Краснокýтський райóн (рос. Краснокутский район) — муніципальне утворення в Саратовській області Російської Федерації. Адміністративний центр — Красний Кут. Населення району — 34 246 чол.

## Географія
Район розташований в південній частині Лівобережжя, на північній околиці Прикаспійської низовини в зоні сухих степів, в басейні річки Єруслан, на Сиртовій рівнині.
Район межує із заходу з Рівненським районом і Енгельським, з півночі з Совєтським районом, з північного сходу з Федоровським районом, з південного сходу з Пітерським районом.

## Історія
- Утворений 7 вересня 1941 року в складі Саратовської області в результаті ліквідації АРСР німців Поволжя і перетворення з Краснокутського кантону.
- 16 жовтня 1942 постановою ПВС РРФСР територія м'ясомолочного радгоспу № 105 Безимянського району Саратовської області була передана в Краснокутський район.
- У 1959 році до складу району увійшла територія скасованого Комсомольського району.

З 1 січня 2005 року район перетворений в муніципальне утворення — Краснокутський муніципальний район.

## Економіка
Район переважно сільськогосподарський, виробляється продукція тваринництва, зернові культури і корми на зрошенні. Тут знаходяться центр виробництва знаменитих заволзьких пшениць, 2 дослідно-виробничих господарства, держплемптахозавод «Красний Кут», Краснокутська державна селекційна станція.
Більшість промислових підприємств пов'язано з переробкою продукції сільського господарства, в тому числі і завод з переробки та зберігання насіння сорго. Є 2 заводи: арматурний (виробництво пароводозапорної арматури) і електроагрегатний (оборонного значення).

## Пам'ятки

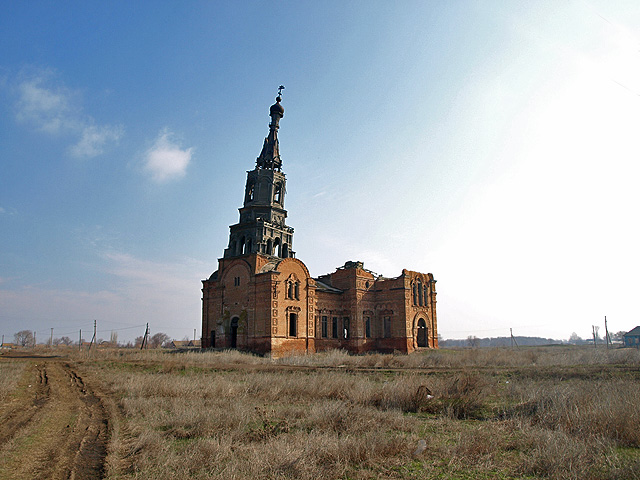
Церква в ім'я Казанської ікони Божої Матері

Братська могила померлих в госпіталях в місті Красний Кут в роки Великої Вітчизняної війни
Серед пам'яток історії та культури інтерес представляють церква Миколи Чудотворця в селі Дяківка, Свято-Троїцька церква в місті Красний Кут, церква в ім'я Казанської ікони Божої Матері в Логіновке, лютеранська церква в селі Чкалове.
7 серпня 1961 поблизу Красного Кута приземлився спусковий апарат космічного корабля Восток-2, який був пілотований льотчиком-космонавтом Г. С. Титовим.
В районі ареал проживання дрохви-красуні.
Поруч із селом Дяківка знаходиться природна пам'ятка — Дяківський ліс — єдиний великий лісовий масив в сухих заволзьких степах, що простягнувся на 19 кілометрів з півночі на південь, а з заходу на схід — майже на 30. В лісі ростуть сосна, дуб, береза, осика, тополя, шелюга, терен, глід, акація, калина, горобина, ясен, в'яз, смородина, черемха, рокитник, клен, верба, ліщина та інші породи дерев і чагарників. Також по сусідству з лісом росте степова рослинність з реліктовими видами злаків: кювера європейська, тонконіг дібровний, дикі жито і овес. Є і більш рідкісні для цих місць рослини — папороті і орхідеї. Мешкають вовки та лисиці, зайці і козулі, кабани і олені, а також світлий тхір. Цей своєрідний, унікальний куточок заволзької природи являє собою залишки широко поширених в минулому по долинах річок лісів.

## Персоналії
- Дмитро Львович Абакумов (15 жовтня 1901, — 2 вересня 1962, Москва) — радянський військовий діяч, генерал-майор, народився в селі Михайлівці.